# 朱剪炉街道
朱剪炉街道，是中华人民共和国辽宁省沈阳市沈河区下辖的一个乡镇级行政单位。

## 行政区划
朱剪炉街道下辖以下地区：
剪炉社区、晓春社区、格林豪森社区、府东社区、宝石社区、回民社区、涌泉社区、志新社区、兴丰社区、迎新社区、康壮社区、天光社区和杏林社区。